# کراگرا
کراگرا (به لاتین: Kragerø) () یک شهرک در نروژ است که در استان تلمارک واقع شده‌است. کراگرا ۳۰۷٫۴ کیلومتر مربع مساحت و ۱۰٬۵۰۵ نفر جمعیت دارد.

## خواهرخوانده
شهرهای ماریهام، والکیاکوسکی و بخش گوتلند خواهرخوانده‌های کراگرا هستند.

## نگارخانه

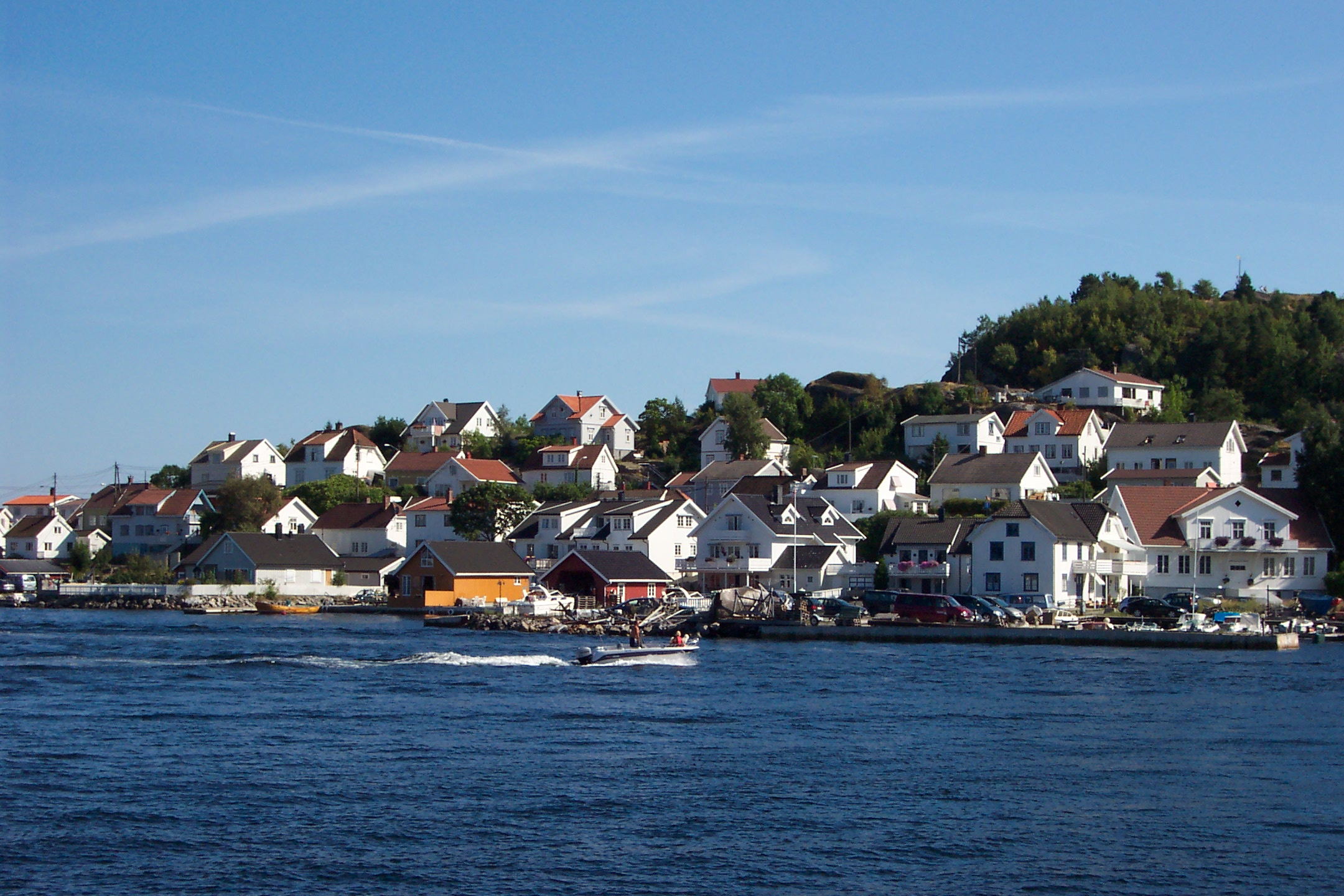
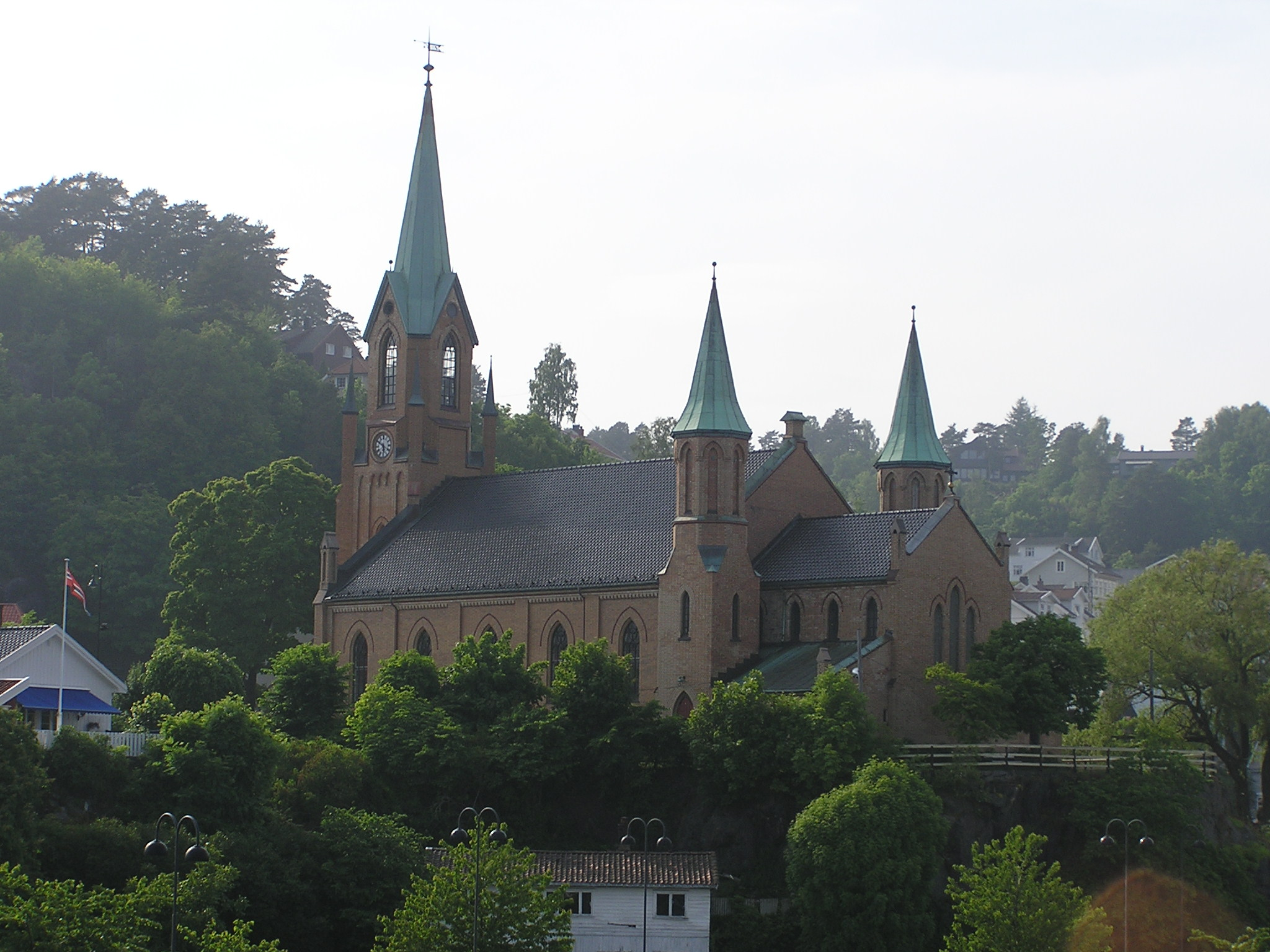